# マリオラ・ゼニク
マリオラ・ゼニク（Mariola Zenik、1982年3月7日 - ）は、ポーランドの元女子バレーボール選手。元ポーランド代表。

## 来歴
2001年、ポーランド代表に初選出され、2003年から国際大会に出場。2005年の欧州選手権では金メダルを獲得に大きく貢献した。2003年のワールドカップで三大大会に初出場した。
2005年のグラチャン、2006年の世界選手権、2007年のワールドカップでは正リベロとしてチームを牽引した。2008年の北京五輪世界最終予選で40年ぶりとなる五輪出場権獲得に貢献し、同年の8月に北京五輪に出場した。
2009年のヨーロッパ選手権は銅メダルを獲得した。2010年、世界選手権に2大会連続出場した。

## 球歴
- 2000年 欧州ジュニア選手権（銅メダル）
- 2003年 ワールドカップ（8位）
- 2004年 ワールドグランプリ（8位）
- 2005年 ワールドグランプリ（7位）
- 2005年 欧州選手権（金メダル）
- 2005年 グラチャン（4位）
- 2006年 ワールドグランプリ（12位）
- 2006年 世界選手権（15位）
- 2007年 ワールドグランプリ（6位）、ヨーロッパ選手権（4位）、ワールドカップ（6位）
- 2008年 北京五輪世界最終予選（1位）、ワールドグランプリ（10位）、北京五輪（9位）
- 2009年 ワールドグランプリ（7位）、ヨーロッパ選手権（銅メダル）
- 2010年 ワールドグランプリ（6位）、世界選手権（9位）

## 所属クラブ
- Skra Warszawa （2002-2003年）
- スタル・ミエレツ（2003-2004年）
- Volley Modena （2004-2005年）
- PTPSピワ （2005-2006年）
- ザレチエ・オジンツォボ （2006-2007年）
- ムシニアンカ・ムシナ （2007-2012年）
- アトム・トレフル・ソポト（2012-2014年）
- KPSチェミック・ポリツェ（2014-2017年）